# فهرس المواضيع الصحية
الصحة هي الحالة الجسدية والنفسية والعقلية والاجتماعية، ومفهوم إيجابي يركز على الموارد الاجتماعية والشخصية، إضافة إلى القدرات البدنية. تسرد هذه المقالة الموضوعات الرئيسية المتعلقة بالصحة الرئيسية

## أ
إجهاض
– إجهاض تلقائي
– أيض
– اعتلال مناخي
-أنشطة الحياة اليومية
– إزالة السمية
– إعاقة
– إعاقة النمو
– ألياف غذائية
– الانتماء العرقي والصحة
– أخصائيو التغذية
– إنقاص الوزن
– إسراف في الأكل
– إنزيم
– أبدي
– التئام ذاتي
– إطالة الحياة
– التهاب
– اضطراب النوم
– إقلاع عن التدخين
– الاحتياجات الخاصة
– اقتصاديات الصحة
– ادعاء صحي
– التئام
– اضطراب ذو اتجاهين
– أمراض الدم
– إعادة التأهيل القائمة على المجتمع
– أداة تمرين
– اضطراب نفسي
– أدوية متاحة بدون وصفة
– أمراض غير سارية
– خبير التغذية
– إدارة حالة طبية
– استشارة وراثية
– استتباب
– اعتمادية المستشفى
– استنساخ بشري

## ب
بكتيريا
- بدعة الرجيم
– بتر
– بحث طبي
– باثولوجيا شرعية

## ت
– تربية جنسية
– تربية جنسية
– تغذية رياضية
– تنظيم الأسرة
- تقنية النانو
- تصميم شامل
– تأثير سمي
– تجديد الشباب (عمر)
– تحديد النسل
– تحليل الدم
– تركيب الجسم
– تقنيات التلقيح بالمساعدة
– تمرين أيروبيك
– تجميل القوام
– تطهير المياه
– تدريب بدني
– تحسين النسل
– تداوي ذاتي
– تمارين لاهوائية
– تخدير
– تكنولوجيا الطب البيولوجي
– تشريح
– تدريب بدني
– تحليل نفسي
– تربية نفسية
– تكنولوجيا الغذاء
– تحسين إدراكي
– التعامل مع الضغوط
– تشخيص
– تدريب بدني
– تداوي بالأعشاب
– تقانة طبية
– تخلف عقلي
– تصوير تشخيصي طبي
– تمريض
– التأثيرات الصحية الناجمة عن الضوضاء
– تمريض
– تأثير التغذية على الجينات
– تغذية
– تصحيح البصر
– التنوع الوظيفي
– تدريبات اللياقة البدنية العامة
– تفاوت الرعاية الصحية
– التثقيف الصحي
– التنور الصحي
– تعزيز الصحة
– تفاوت الرعاية الصحية
– تاريخ الطب
– تشريح الإنسان
– تكية
– تدخل العقل والجسم
– تعليم جسدي

## ج
جراحة
– جراحة الرضة
– جراحة تجميل
– جراحة يد
– جراحة عامة
– جراحة الأعصاب
– جراحة بردية
– جراحة العظام
– جنس آمن
– الجنس والمرض
– الجنسانية والإعاقة
- جودة الحياة (رعاية صحية)
– جهاز هضمي
– جهاز طبي
– جودة الغذاء
– جغرافية الصحة

## ح
– حادث
- حياة
– حساسية
– حساسية الطعام
– حمام معدني
– حمية غذائية
– الحد الأقصى للمدى العمري
– الحمل والتغذية
– حمل
– حقوق المريضات الحوامل

## خ
– خلود
– خصوبة (طب)
– خرف
– خصوصية صحية

## د
– دهن تقابلي
– دهن مشبع
– دراسة الشيخوخة
– دليل الهرم الغذائي
– دعم الحياة الأساسية
– دواء
– دواء بوصفة

## ذ
– ذيفان

## ر
– رقية
– رتة
– رعاية ذاتية
– الرعاية النهارية للكبار
- رعاية تلطيفية
– رعاية صيدلية
– رعاية صحية
– رعاية أولية
– رعاية صحية أولية
– رعاية ترتكز على الأسرة

## ز
– زراعة الأعضاء

## س
سرطان
– سوء التغذية
- سمنة
– السلامة والصحة المهنية
– سلامة الغذاء
– سوء التغذية
– سياحة علاجية
– سيرة مرضية
– السكري
– سبيل هضمي
– سياسة دوائية
– سجل المرض
– سلوك عقلي إيجابي

## ش
شهية
– شيخوخة

## ص
صحة
– صحة المجتمع
– صحة الفرج المهبلي
– صحة مهنية
– صحة عمومية
– صحة إنجابية
– صحة (طب بديل)
– صحة النوم
– صدمة (طب)
– صحة المرأة
– الصحة في مكان العمل
- صحة بيئية
– صحة بيئية
– صحة الفم
– صحة الأم
– صحة الرجل
– صحة الفم
– صحة نفسية
– صيدلة
– صيدلية على الإنترنت
– صناعة الرعاية الصحية
– الصحة الريفية
– الصحة والغذاء
– صحة السكان
– الصحة المهنية ووضعية الجسد

## ض
– ضغط نفسي

## ط
طب
- طب النانو
– طب بديل
– طب بديل
– طب التوليد والنسائيات
– طب باطني
– طب الأسنان
– طب الجلد
– طب التوليد
– طب العمل
– طب العيون
– الطب الصيني
– الطب الكوري التقليدي
– طب تقليدي
– طب تطوري
– طب الجهاز العصبي
– طب بديل
– طب الذكورة
– الطب الاجتماعي
– طب رياضي
– طب مسند بالدليل
– طب روحاني
– طبيب مشعوذ
– طب الإنجاب
– طب الروماتزم
– طب المراهقين
– طب بديل
– طب نووي
– طعام
– طعام عضوي
– طب تقليدي
– طب شرعي
– طب الإنجاب
– طب المسنين
– طب النساء
– طب العظام
– طب تقليدي
– طب بديل
– طب وقائي
– طب نفسي
– طب الأطفال
– طب الفترة المحيطة بالجراحة
– طول العمر
– طفرة (أحياء)
– طبيب

## ع
– علم المناعة
– علوم عصبية
– عدوى
– عقم
- علم الدم
- علاج جيني
– عيادة مجانية
– علم الغذاء
– علم الأمراض التشريحي
– علاج بالخلايا الجذعية
– عجز جنسي
– عيادة الصحة الجنسية
– علم السمع
– علم النمو
– العقم عند الرجل
– علاج يدوي
– علاج معرفي
– علاج تعاوني
– علاج بالاستعانة بالحيوان
– عرض (طب)
– علم السموم
– علاج بالخلايا الجذعية
– علاج كيميائي
– علاج وظيفي
– علم الأورام
– علم الأمراض
– عدوى الأطفال حديثي الولادة
– علم المناعة العصبية
– عنصر غذائي
– علاقة الطبيب بالمريض
– عسر القراءة
– العقم عند المرأة
– العمر والذاكرة
– عيادة الصحة الريفية
– علوم الصحة
– علم الاجتماع الطبي
– علاج جرعات الفيتامينات الضخمة
– علم الوراثة
– علم الجينوم
– علم جنس الشيخوخة
– علم الأحياء الدقيقة
– علم الأدوية
– علاج فيزيائي
– علاج نفسي
- علم الأشعة
– علوم الصحة

## غ
الغدد الصماء التناسلية والعقم

## ف
– فيروس
– فيتامين
- فقدان الوزن
– فقدان الشعر
– فرط الوزن
– فسيولوجيا التمارين الرياضية
– فيزياء طبية
– فحص جسمي

## ق
– قابلية البقاء
– قابلة
– قبالة

## ك
– كبر السن
– كثافة غذائية
– كلية التمريض
– كيمياء سريرية
– كحولية
– كائنات معدلة وراثيا
– كلية طب

## ل
لقاح
– لياقة بدنية

## م
مرض
- مرض منقول جنسيا
– محددات اجتماعية للصحة
– مكمل غذائي
– مغذي
– مقاومة المضادات الحيوية
- مغذي
– متوسط العمر المتوقع
– المعايير البيولوجية للحياة
– مرض مناعي ذاتي
– معالجة يدوية
– موت سريري
– مرض نادر
– مناعة عصبية نفسية
– مسعف
– ممراض
– معدل الوفيات
– متعدد الفيتامينات
– مناعة (طب)
– مراقبة الصحة في مكان العمل
– منظمة الصحة العالمية
– مشروع الجينوم (أحياء)
– مجموع مورثي
– موت دماغي
– مؤشر كتلة الجسم
- موت
– محددات اجتماعية للصحة
– مكمل غذائي
– موجه الرعاية الصحية المتقدم
– متوسط العمر المتوقع
– مجاعة
– مضاف غذائي
– مكمل غذائي
– متلازمة الجنين الكحولي
– المجموعة الغذائية
– مداواة طبيعية
– مستشفى
– معالجة مثلية
– متعضية
– مغذي أصغر
– مشورة ما قبل الحمل
– الرعاية السابقة للولادة
– مرصد صحي

## ن
– نباتية
– نوم
– نظافة
– نقاهة
– نموذج طبي
– نبات مخدر طبي
– النظام الغذائي والسمنة
– نظام رعاية صحية

## هـ
– هضم
– هرمون
– هندسة وراثية

## و
– وباء
– ولادة
– الوخز بالإبر
– وجبة سريعة
– ولادة في المنزل